# Laurent Évrard
Pour les articles homonymes, voir Évrard.
Laurent Évrard est un coureur cycliste belge, né le 22 septembre 1990 à Beauvechain.

## Biographie
Membre de l'équipe GKV en catégories junior puis espoirs, Laurent Évrard est en 2011 l'un des dix jeunes coureurs wallons intégrant le Centre de formation du cyclisme francophone et bénéficiant à ce titre d'un contrat Rosetta (convention de premier emploi).
En 2012, il devient professionnel dans l'équipe Wallonie Bruxelles-Crédit agricole,,.
En 2013, il finit troisième du Tour de Szeklerland  et dixième du Tour de Wallonie. 
En 2014, il se classe sixième du Tour du Finistère et huitième du Tour du Luxembourg. 
Durant l'hiver qui suit, il est victime d'une fracture au pied qui retarde le début de sa saison 2015. Pendant cette dernière, il est notamment dixième du Veloton Wales. En fin d'année, il remporte le championnat de Belgique de la course aux points sur piste, devant Jasper De Buyst et Moreno De Pauw. 
Il rejoint en 2016 l'équipe 3M, où il est l'un des trois coureurs bénéficiant d'un contrat professionnel. Au cours de cette saison, il est huitième de Cholet-Pays de Loire et quatrième du Circuit Het Nieuwsblad espoirs.
L'équipe 3M disparaît à l'issue de cette saison. Laurent Évrard redevient amateur en 2017 en rejoignant le VC Villefranche Beaujolais, club français de Division nationale 2. Il y est auteur d'une bonne saison avec cinq victoires (Circuit boussaquin, Grand Prix du Cru Fleurie, étapes des Boucles Nationales du Printemps,  du Tour de la Vallée Montluçonnaise, du Tour du Chablais) et seize podiums, et est engagé en 2018 par la nouvelle équipe continentale Natura4Ever-Sovac, qui possède une licence algérienne.
En avril 2019, il gagne le Tour du Maroc. En mai-juin, il rejoint l'équipe Meridiana Kamen.

## Palmarès sur route

### Par année
- 2013
  - 3e du Tour de Szeklerland
- 2017
  - Circuit boussaquin
  - 2e étape des Boucles Nationales du Printemps
  - 2e étape du Tour de la Vallée Montluçonnaise
  - Grand Prix du Cru Fleurie
  - 2e étape du Tour du Chablais
  - 2e de La Jean-Patrick Dubuisson
  - 3e du Grand Prix de Vougy
  - 3e du Tour de la Vallée Montluçonnaise
  - 3e de la Nocturne de Gleizé
- 2018
  - Tour international d’Oran : 
    - Classement général
    - 1re étape
- 2019
  - Tour du Maroc : 
    - Classement général
    - 3e étape
- 2021
  - 4e étape du Tour de la Manche
  - 3e du Tour de la Manche

### Classements mondiaux
| Année           | 2013 | 2014 | 2015   | 2016 |
| --------------- | ---- | ---- | ------ | ---- |
| UCI Europe Tour | 396e | 312e | 1 012e | 544e |

## Palmarès sur piste

### Championnats nationaux
- 2016
  -  Champion de Belgique de la course aux points